# Sheik Yerbouti
Pour les articles homonymes, voir Sheik (homonymie).
Albums de Frank Zappa
Sleep Dirt
(1979) Orchestral Favorites
(1979)
Singles
1. Dancin' Fool
Sortie : 1979
2. Bobby Brown
Sortie : 1979

Sheik Yerbouti est un double-album de rock de Frank Zappa paru le 3 mars 1979 sur le label CBS Records et a été produit par Zappa lui-même. 

## Historique
Toutes les chansons qui y figurent ont été enregistrées en live par Zappa au cours de différentes dates de sa tournée européenne 1978, tournée qui passait par le Pavillon de Paris, porte de La Villette, les 6, 7, 8 et 9 février 1978. Les chansons entendues par le public à cette occasion étaient inédites avant leur publication un an plus tard sur cet album. Comme à son habitude, Zappa a amélioré ces enregistrements en public à travers un travail en studio et l'ajout de divers overdubs. Le groupe qui l'accompagne alors sur scène est composé de Terry Bozzio à la batterie, Patrick O'Hearn à la basse, Adrian Belew à la guitare, Tommy Mars et Peter Wolf aux claviers et Ed Mann aux percussions.
C'est le premier album de Frank Zappa pour CBS et l'un de ses plus gros succès commerciaux, atteignant la 21e place des charts américains. Son titre est une transcription phonétique de « Shake your booty », que l'on pourrait traduire par « Bouge tes fesses » ((Shake, Shake, Shake) Shake Your Booty était le titre d'une chanson de KC and the Sunshine Band).
On y retrouve un tango, des collages sonores (Rubber Shirt où Zappa a collé une partie de basse et une autre de batterie enregistrées sur des chansons différentes et qui semblent pourtant se répondre - technique de xénochronie), des chansons rock et des solos.
Zappa y parodie :
- le hard rock :
- les ballades fleur bleue aux paroles futiles : I'm so Cute
- l'album de Peter Frampton I'm in You : I Have Been in You
- les frimeurs des boîtes de nuit : Dancin' Fool
- les cocaïnomanes : Flakes
- Bob Dylan  : Flakes  (où Adrian Belew imite sa voix)
- l'american way of life : Bobby Brown Goes Down
- les jeunes filles coquettes des familles juives et aisées de Brooklyn : Jewish Princess. Zappa s'attira les foudres de l'Anti-Defamation League à la suite de ce morceau.
- Les Ramones : I'm so Cute

## Liste des titres
- Tous les titres sont de Frank Zappa sauf Rubber Shirt de Bozzio/O'Hearn/Zappa

### Face 1
| No | Titre                                              | chant                   | Durée      |
| -- | -------------------------------------------------- | ----------------------- | ---------- |
| 1. | I 've Been In You (Hammersmith Odeon, Londres)     | Zappa                   | 3 min 33 s |
| 2. | Flakes (Hammersmith Odeon)                         | Zappa & Adrian Belew    | 6 min 41 s |
| 3. | Broken Hearts Are for Assholes (Hammersmith Odeon) | Zappa, Bozzio & O'Hearn | 3 min 46 s |
| 4. | I'm so Cute (Hammersmith Odeon)                    | Bozzio                  | 4 min 20 s |

### Face 2
| No | Titre                                          | chant                   | Durée      |
| -- | ---------------------------------------------- | ----------------------- | ---------- |
| 1. | Jones Crusher (The Palladium, NYC)             | Belew                   | 2 min 49 s |
| 2. | What Ever Happened to All the Fun in the World | Moire, Bozzio & O'Hearn | 33 s       |
| 3. | Rat Tomago (Deutschlandhalle, Berlin)          | instrumental            | 5 min 15 s |
| 4. | We've Got to Get into Something Real[*]        | Moire, Bozzio, O'hearn  | 32 s       |
| 5. | Bobby Brown [**] (Hammersmith Odeon)           | Zappa                   | 2 min 43 s |
| 6. | Rubber Shirt                                   | Instrumental            | 2 min 58 s |
| 7. | The Sheik Yerbouti Tango (Deutschlandhalle)    | instrumental            | 2 min 44 s |

[*] Intitulé Wait a Minute à partir  de 1998 lors des rééditions de l'album.

[**] Intitulé Bobby Brown Goes Down à partir  de 1998 lors des rééditions de l'album.

### Face 3
| No | Titre                                     | chant  | Durée      |
| -- | ----------------------------------------- | ------ | ---------- |
| 1. | Baby Snakes (Hammersmith Odeon)           | Zappa  | 1 min 50 s |
| 2. | Tryin' to Grow a Chin (Hammersmith Odeon) | Bozzio | 3 min 32 s |
| 3. | City of Tiny Lights (Hammersmith Odeon)   | Belew  | 5 min 30 s |
| 4. | Dancin' Fool (Hammersmith Odeon)          | Zappa  | 3 min 43 s |
| 5. | Jewish Princess (The Palladium)           | Zappa  | 3 min 16 s |

### Face4
| No | Titre                                                                           | chant                                | Durée       |
| -- | ------------------------------------------------------------------------------- | ------------------------------------ | ----------- |
| 1. | Wild Love (Hammersmith Odeon)                                                   | Zappa, Brock, Bozzio, Mars, Thornton | 4 min 10 s  |
| 2. | Yo' Mama (Hammersmith Odeon & Hemmerleinhalle, Neunkirchen am Brand, Allemagne) | Zappa                                | 12 min 38 s |

## Musiciens
- Frank Zappa – guitare solo, chant
- Adrian Belew – guitare rythmique, chant
- Tommy Mars – claviers, chant
- Peter Wolf – claviers
- Patrick O'Hearn – basse, chant
- Ed Mann – percussions, chœurs
- Terry Bozzio – batterie, chant
- David Ocker – clarinette sur Wild Love
- Napoleon Murphy Brock – chœurs
- Andre Lewis – chœurs
- Randy Thornton – chœurs
- Davey Moire – chœurs

## Production
- Production : Frank Zappa
- Conception pochette : John Williams
- Photo couverture : Lynn Goldsmith
- Photo intérieure : Gail Zappa

## Charts & certifications

### Album
Charts
| Pays                                 | Durée du classement | Meilleur classement | Date         |
| ------------------------------------ | ------------------- | ------------------- | ------------ |
| Allemagne (GfK Entertainment)        | 36 semaines         | 10e                 | 9 avril 1974 |
| Autriche (Ö3 Austria Top 40)         | 20 semaines         | 6e                  | 15 mai 1979  |
| Canada (RPM)                         | 23 semaines         | 13e                 | 2 juin 1979  |
| États-Unis (Billboard 200)           | 23 semaines         | 21e                 | 2 juin 1979  |
| France (SNEP)                        | 42 semaines         | 5e                  | ?            |
| Norvège (VG-lista)                   | 36 semaines         | 5e                  | 26 mars 1979 |
| Nouvelle-Zélande (RMNZ Albums Top40) | 3 semaines          | 36e                 | 24 juin 1979 |
| Pays-Bas (MegaCharts)                | 10 semaines         | 21e                 | 7 avril 1979 |
| Royaume-Uni (UK Albums Chart)        | 7 semaines          | 32e                 | 11 mars 1979 |
| Suède (Sverigetopplistan)            | 18 semaines         | 4e                  | 24 août 1979 |

Certifications
| Pays      | Certification | Ventes    | Date               |
| --------- | ------------- | --------- | ------------------ |
| Allemagne | Or            | 250 000 + | 1980               |
| Canada    | Or            | 50 000 +  | 1er septembre 1979 |

### Singles
| Single                | Chart                 | Durée du classement | Position | Date               | Certification |
| --------------------- | --------------------- | ------------------- | -------- | ------------------ | ------------- |
| Dancin' Fool          | (Hot 100)             | 8 semaines          | 45e      | 26 mai 1979        | —             |
| Dancin' Fool          | (RPM Top Singles)     | 6 semaines          | 60e      | 9 juin 1979        | —             |
| Bobby Brown Goes Down | (Single Top 100)      | 50 semaines         | 4e       | 1er septembre 1980 | —             |
| Bobby Brown Goes Down | (Ö3 Austria Top 40)   | 31 semaines         | 2e       | 23 juin 1991       | Or            |
| Bobby Brown Goes Down | (VG-lista)            | 26 semaines         | 1er      | 3 septembre 1979   | —             |
| Bobby Brown Goes Down | (Sverigetopplistan)   | 22 semaines         | 1er      | 7 septembre 1979   | —             |
| Bobby Brown Goes Down | (Schweizer Hitparade) | 24 semaines         | 5e       | 3 août 1980        | —             |